# De Smet (Idaho)
De Smet es un lugar designado por el censo ubicado en el condado de Benewah en el estado estadounidense de Idaho. En el Censo de 2010 tenía una población de 175 habitantes y una densidad poblacional de 70,6 personas por km².

## Geografía
De Smet se encuentra ubicado en las coordenadas 47°8′28″N 116°54′41″O / 47.14111, -116.91139. Según la Oficina del Censo de los Estados Unidos, De Smet tiene una superficie total de 2.48 km², de la cual 2.48 km² corresponden a tierra firme y (0%) 0 km² es agua.

## Demografía
Según el censo de 2010, había 175 personas residiendo en De Smet. La densidad de población era de 70,6 hab./km². De los 175 habitantes, De Smet estaba compuesto por el 8% blancos, el 0% eran afroamericanos, el 70.86% eran amerindios, el 0% eran asiáticos, el 0% eran isleños del Pacífico, el 0% eran de otras razas y el 21.14% pertenecían a dos o más razas. Del total de la población el 4% eran hispanos o latinos de cualquier raza.